# ニュースの見張番
『ニュースの見張番』（ニュースのみはりばん）は、2006年10月5日から2007年3月29日までTBSラジオ『あべこうじのポッドキャスト番長』内で放送されていたラジオ番組。放送時間は毎週木曜 19:30頃 - 19:40頃（日本標準時）。
放送期間中、ビデオポッドキャストによる配信も行われていた。

## 出演者
- 猪瀬直樹 - パーソナリティを担当。
- 長岡杏子（当時TBSアナウンサー） - アシスタントを担当。

| スタブアイコン | サブスタブ | この項目は、まだ閲覧者の調べものの参照としては役立たない、ラジオ番組に関連した書きかけの項目です。この項目を加筆・訂正などしてくださる協力者を求めています（P:ラジオ/PJ:放送番組）。 |